# Gabe DeVoe
Gabe DeVoe (Shelby, 16 dicembre 1995) è un cestista statunitense.

## Statistiche

### NCAA
| Anno      | Squadra        | PG  | PT | MP   | TC%  | 3P%  | TL%  | RP  | AP  | PRP | SP  | PP   |
| --------- | -------------- | --- | -- | ---- | ---- | ---- | ---- | --- | --- | --- | --- | ---- |
| 2014-2015 | Clemson Tigers | 19  | 0  | 8,5  | 26,8 | 25,0 | 57,1 | 0,9 | 0,5 | 0,4 | 0,0 | 2,3  |
| 2015-2016 | Clemson Tigers | 31  | 0  | 19,5 | 34,1 | 30,1 | 72,0 | 2,8 | 1,4 | 0,5 | 0,2 | 5,3  |
| 2016-2017 | Clemson Tigers | 33  | 7  | 24,0 | 37,9 | 32,3 | 60,0 | 2,8 | 1,9 | 1,1 | 0,2 | 7,1  |
| 2017-2018 | Clemson Tigers | 35  | 35 | 34,3 | 44,9 | 39,6 | 78,0 | 4,7 | 2,1 | 1,1 | 0,4 | 14,2 |
| Carriera  | Carriera       | 118 | 42 | 23,4 | 39,6 | 34,6 | 72,5 | 3,1 | 1,6 | 0,8 | 0,2 | 7,9  |

#### Massimi in carriera
- Massimo di punti: 31 vs Kansas (23 marzo 2018)[1]
- Massimo di rimbalzi: 10 (3 volte)
- Massimo di assist: 6 vs Virginia (1º marzo 2016)
- Massimo di palle rubate: 4 (2 volte)
- Massimo di stoppate: 2 (3 volte)
- Massimo di minuti giocati: 42 vs Louisville (2 volte)

## Palmarès
- Coppa d'Ucraina: 1

Budivelnyk Kiev: 2021